# Walter Ciszek

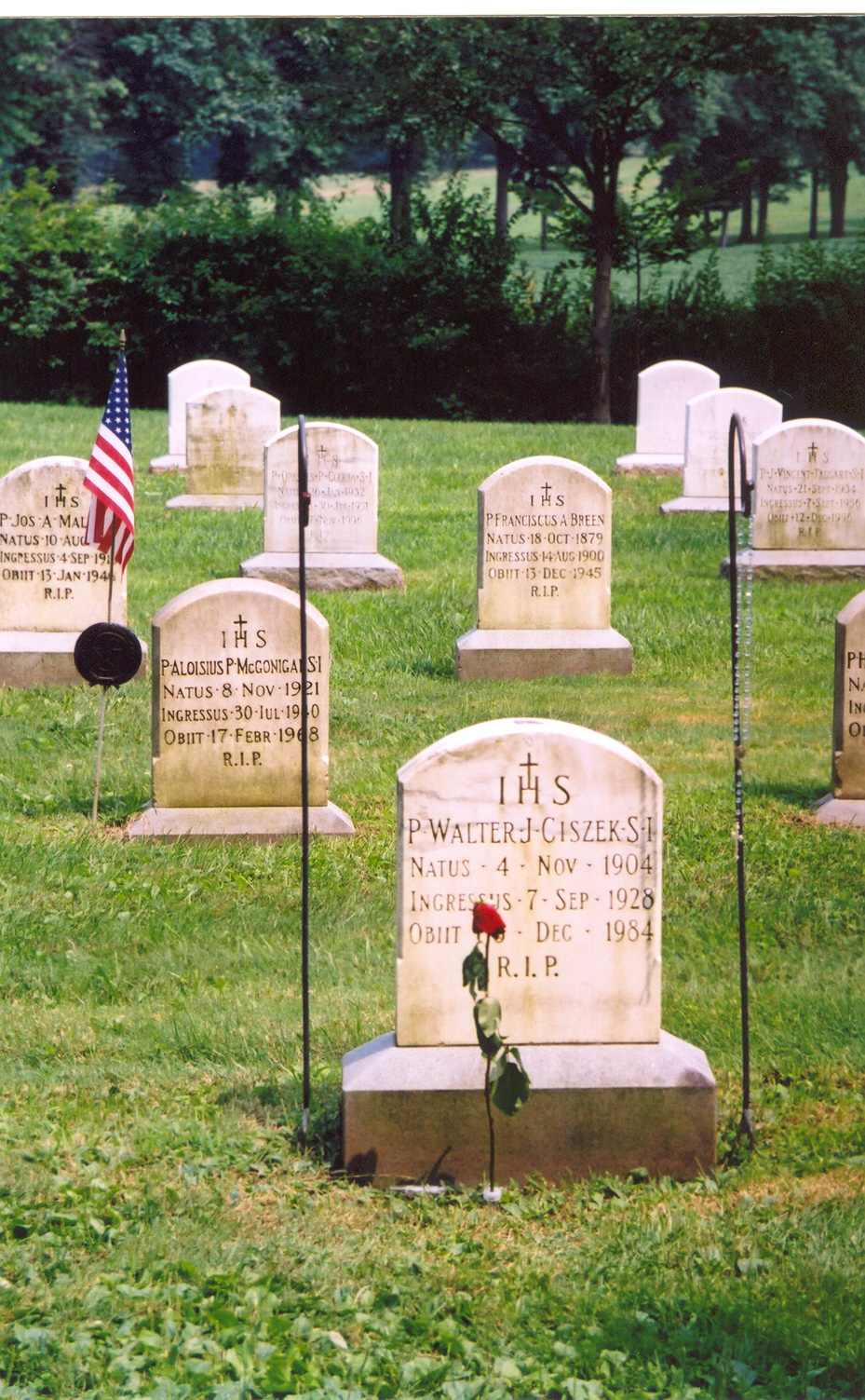
Hrob Waltera Ciszeka v am. státě Pensylvánie

Walter Joseph Ciszek, SJ (4. listopadu 1904, Shenandoah, USA – 8. prosince 1984, New York) byl americký jezuita polského původu.
Stal se misionářem v Rusku, za druhé světové války však byl obviněn ze špionáže pro Vatikán. Nato byl 23 let vězněn, z čehož pět let strávil v moskevské věznici Lubjanka a další roky pak v sibiřském gulagu.
Římskokatolická církev již zahájila proces jeho blahořečení, v roce 2014 mu tak náležel titul služebník Boží.

## Život
Narodil se v hornickém městečku Shenandoah polským emigrantům. Byl divokým výrostkem, rváčem a členem gangu. Jednoho dne proto zcela šokoval své rodiče tvrzením, že se chce stát knězem.
Do jezuitského noviciátu vstoupil ve Spojených státech v roce 1928. Následujícího roku hledal papež Pius XI. řeholníky, kteří by byli ochotni se vydat do Sovětského svazu, aby tam v utajení prováděli misionářskou práci. Ciszek se přihlásil. V roce 1934 odcestoval nejprve do Říma, kde v papežské koleji Russicum studoval ruštinu, ruskou historii a liturgii. Dne 24. června 1937 byl v Římě vysvěcen na kněze v byzantském ritu a přijal jméno Vladimir.
Druhá světová válka jej zastihla v polské oblasti obsazené Rudou armádou. V roce 1940 byl zatčen, obviněn ze špionáže pro Vatikán a dalších 23 let v Rusku vězněn. Patnáct let z této doby strávil na Sibiři. Jeho příbuzní ani spolubratři o něm za dobu jeho věznění nedostali žádnou zprávu, považovali jej tak za dávno zemřelého.
Jeho trest v gulagu skončil v dubnu 1955. Byl propuštěn do Norilska, ale svobodu nezískal. O tři roky později mu KGB nařídila přesun do Krasnojarsku. Kvůli tajnému kněžskému působení byl násilně přemístěn do Abakanu, kde pak čtyři roky pracoval jako automechanik.
Do Spojených států se mohl vrátit až v roce 1963. O dva roky později začal přednášet na John XXIII Center na Fordham University v Pensylvánii.
| „               | Nejplnější svoboda, jakou jsem kdy poznal, a největší pocit jistoty vzešly z toho, že jsem se vzdal své vůle, abych plnil vůli Boží. | “ |
| — Walter Ciszek | |   |

## Dílo
- S Bohem v Rusku: 23 kněžských let v sovětských vězeních a sibiřských pracovních táborech (With God in Russia: My Twenty-Three Years As a Priest In Soviet Prisons and Siberian Labor Camps, 1964), Nakladatelství Paulínky, Praha 2014; dříve česky i v samizdatu[6]
- On mne vede (He Leadeth Me, anglicky 1973), České katolické nakladatelství Zvon, Praha 1995; Nakladatelství Paulínky, Praha 2015